# Guptski imperij
Guptski imperij (sanskrt: गुप्त राजवंश, Gupta Rājavaṃśa) je bil ustanovljen leta 320 n. št. na področju današnje Indije, ki je bila sicer v začetku 4. stoletja iz več majhnih kraljestev. Osnoval ga je vladar Magadhe, Čandragupta I, ki si je nadel ime po starem mavrijskem vladarju, zavzel je sosednja kraljestva in ozemlja združil v eno državo. Pod njegovimi nasledniki se je imperij širil, vključeval je večji del Indije in postal največja azijska država v svojem času. Imperij je obstajal 150 let, njegov čas pa je bil t. i. zlato obdobje indijskega slikarstva, arhitekture, kiparstva in književnosti.